# Горно-Поплавский, Станислав
Станислав Горно-Поплавский (пол. Stanisław Horno-Popławski; 14 июля 1902, Кутаиси — 6 июля 1997, Гданьск) — польский скульптор, художник и педагог.

## Биография
Мать Станислава — Мария -Натали -Агрипина  Поплавская (урожденная Чечотт ,1869—1935), дочь известного русского психиатра, профессора Психоневрологического института О. А. Чечотта,  была художницей и скульптором. В юности она брала уроки живописи у художника - мариниста И. К. Айвазовского (1817—1900). В марте 1891 года она вышла замуж за потомка участников польских восстаний и сосланных в Сибирь, инженера путей сообщения Поплавского Варфоломея-Иосифа Ивановича (1861—1931), ставшего в дальнейшем вице-президентом  «Товарищества Варшавских колейных дорог».
Художественное образование начал с учёбы в Москве, затем, после эмиграции семьи в 1922 году из Советской России в Польшу, в 1923—1931 годах — в Варшавской школе изобразительных искусств (ныне Академия изящных искусств) под руководством Тадеуша Прушковского и Тадеуша Бреера. После окончания школы совершил поездки во Францию и Италию.
В 1931 году Горно-Поплавский начал преподавательскую карьеру на факультете изящных искусств Университета Стефана Батория в Вильно. Был членом художественной группы «Forma», Виленского Общества художников-пластиков и варшавского профсоюза художников и скульпторов.
Участник Второй мировой войны с сентября 1939 года. Попал в плен. Во время немецкой оккупации находился в лагере для военнопленных польских офицеров «Oflag II C Woldenberg», где выполнил для лагерной часовни ряд сакральных статуй.
После войны, некоторое время работал профессором в Школе изящных искусств в Белостоке. В 1946—1949 преподавал на факультете изобразительных искусств Торуньского университета Н. Коперника, а с 1949 года — в Академии изящных искусств в Сопоте (позже — в Гданьске), где в течение 1949—1950 и 1956—1960 годов занимал пост декана факультета скульптуры.
В 1996 году стал доктором honoris causa Торуньского университета Н. Коперника.
В 1948 году принял участие в конкурсе на проект памятника Адаму Мицкевичу в Познани, по итогам которого получил вторую премию. В 1951—1954 годах Горно-Поплавский был главным проектантом реконструкции домов и скульптурных украшений Старого города Гданьска.
Принимал участие в выставках общенационального изобразительного искусства в Варшаве, получил ряд высоких наград в области скульптуры. В 1952 году — участник московской выставки «100 лет реализма в Польше». По итогам конкурса в 1954 году получил право на реализацию памятника Адаму Мицкевичу перед Дворцом культуры и науки (1955) в Варшаве.
В 1969 году был награждён золотой медалью на XIX Биеннале искусств во Флоренции.
Живой интерес к работам Станислава Горно-Поплавского сохраняется  и поныне. 
В апреле 2005 года  в Выставочном зале г. Москвы  состоялась выставка - "Станислав Горно-Поплавский.  Дорога искусства - искусство дороги." На  сайте «Музеи России» сообщается, что были представлены более пятидесяти скульптурных работ мастера, из Национальных музеев Варшавы, Кракова, Познани, Щецина, Гданьска и других музеев Польши. Кроме  признанных работ 50-х - 70-х годов, вплоть до последних, созданных в 80-е - 90-е годы,  были представлены работы  «из знаменитого цикла "Сон камня, " которые ценители и искусствоведы относят к истинным шедеврам скульптуры XX столетия».

## Главные работы
- памятник епископу Владиславу Бандурскому в Вильнюсе (1938)
- скульптура «Прачки» в Белостоке (1938)
- памятник Адаму Мицкевичу в Варшаве (1955)
- памятник Генрику Сенкевичу в Быдгоще (1968)
- памятник Марии Конопницкой в Калише (1969)
- памятник Каролю Шимановскому в Слупске (1972)
- памятник Юлиану Мархлевскому во Влоцлавеке
- скульптура «Торс» в Белостоке
- скульптура "Мицкевич" Парк скульптуры, Калининград (1967)

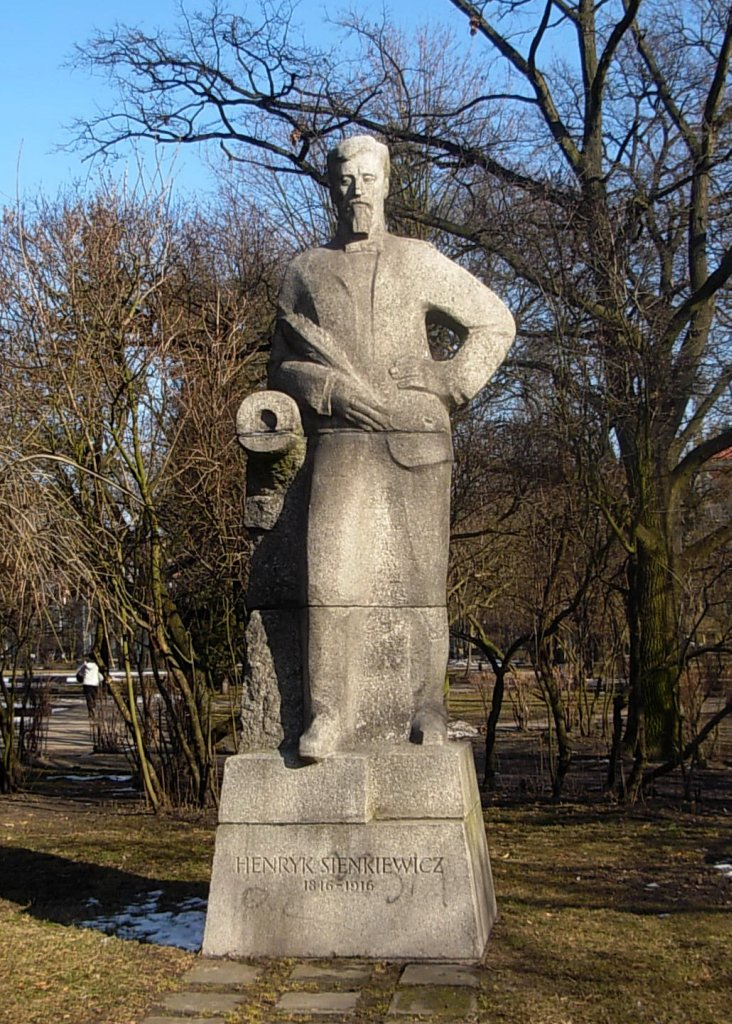
Памятник Генрика Сенкевича в Быдгоще
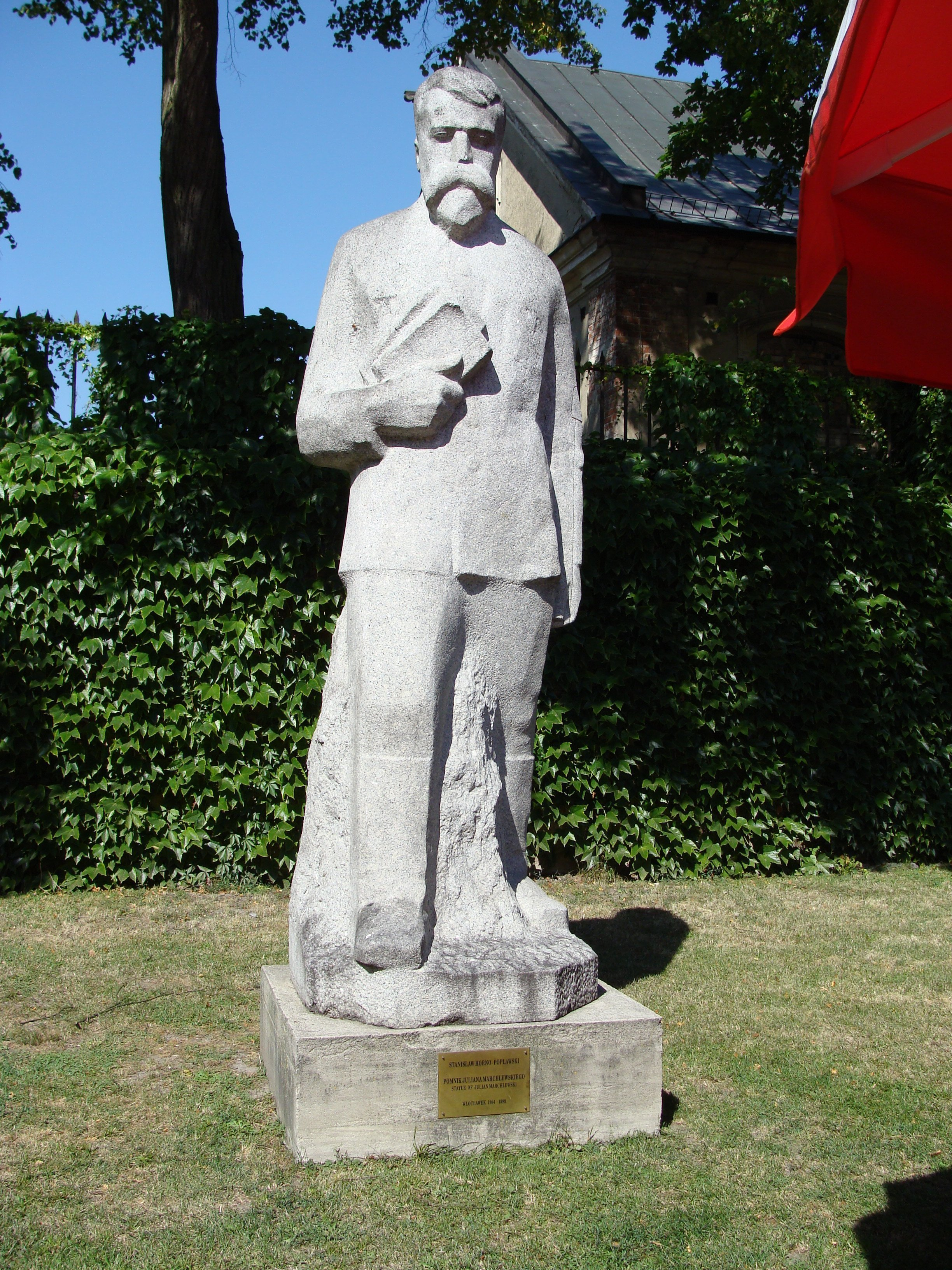
Памятник Юлиана Мархлевского в Влоцлавке
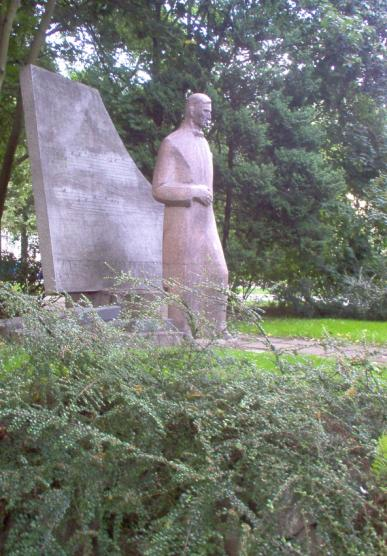
Памятник Кароля Шимановского в Слупске
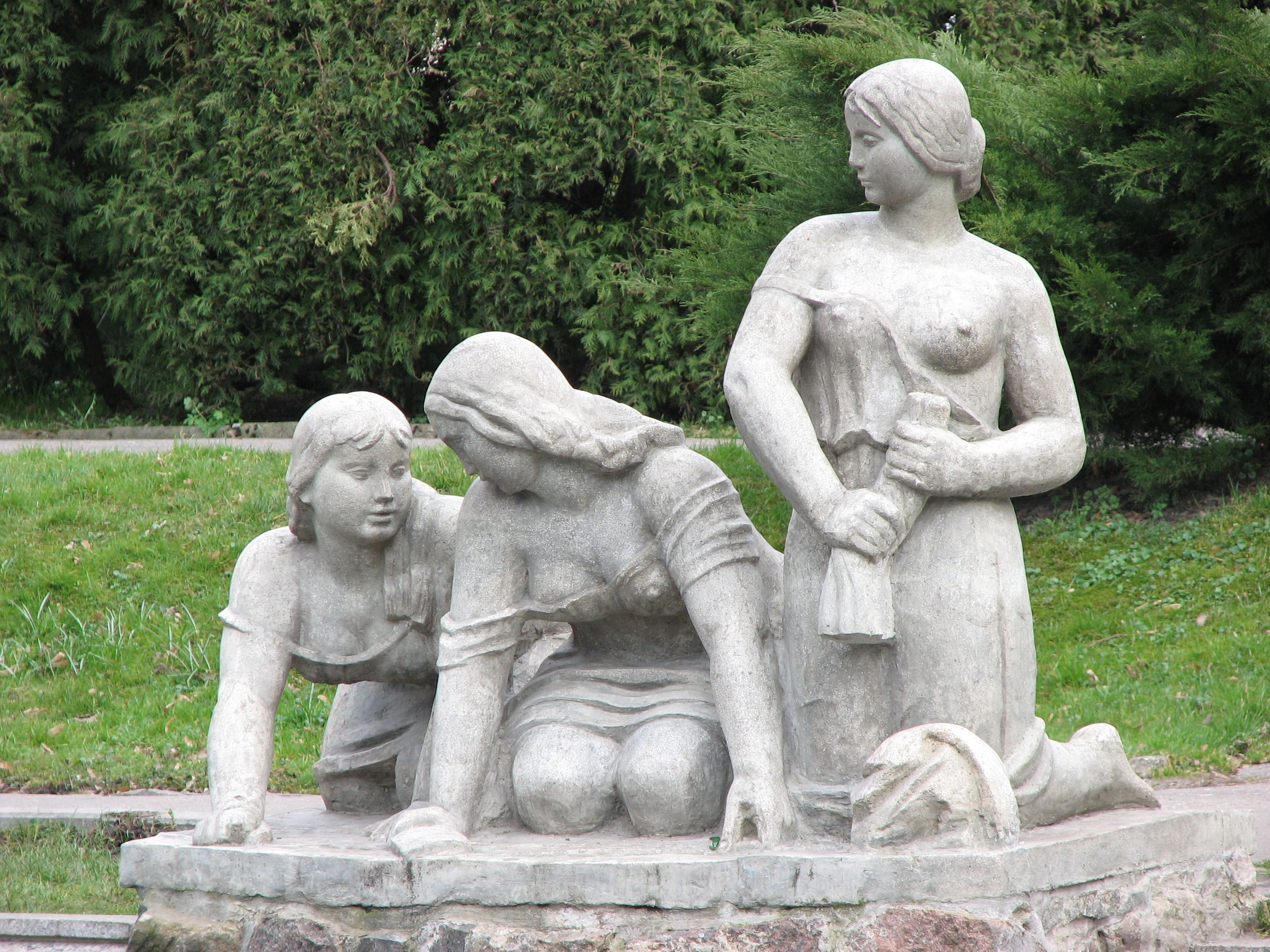
Скульптура «Прачки» в Белостоке
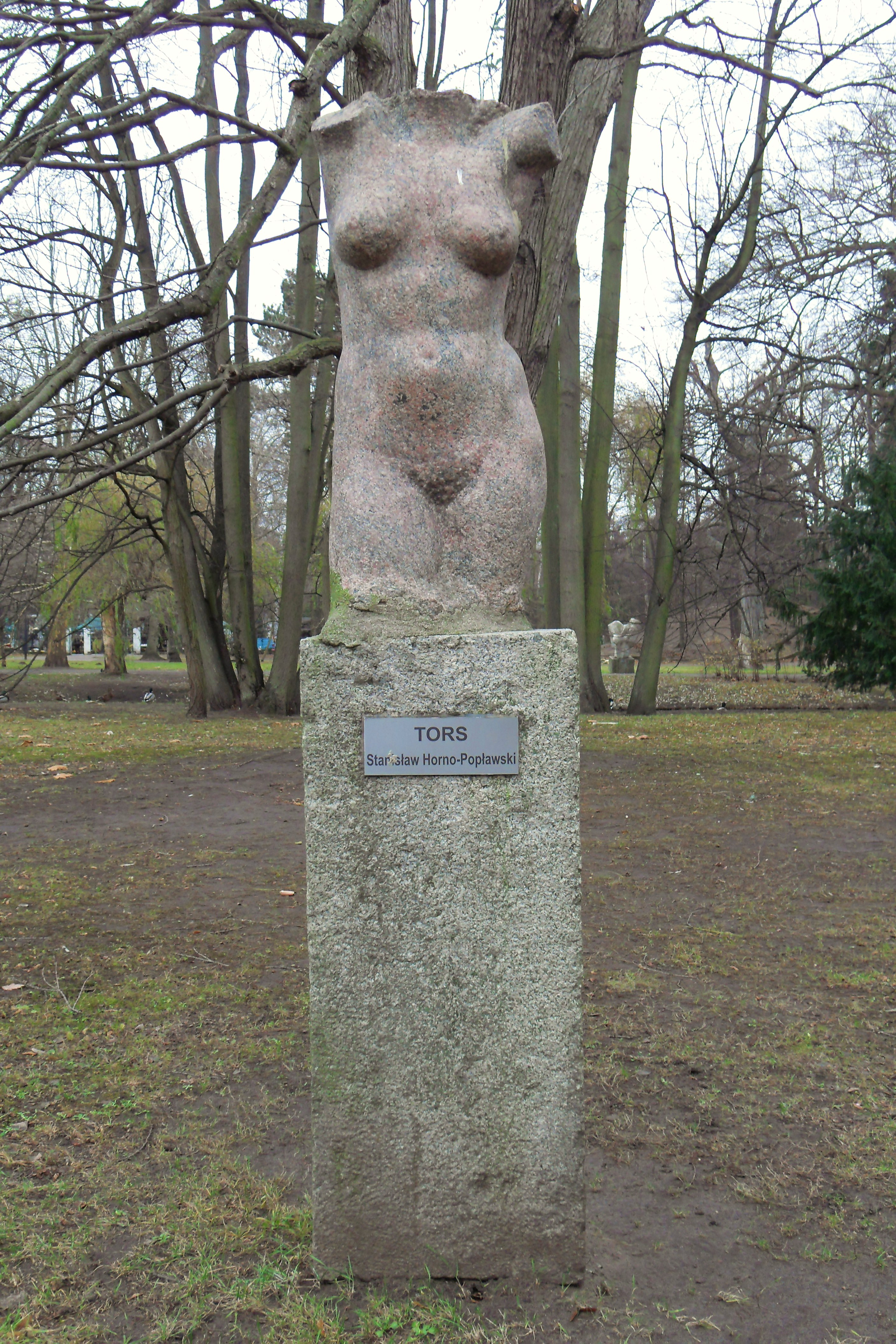
Скульптура «Торс» в оливском парке(Гданьск)

## Награды
- Командор со звездой ордена Возрождения Польши (1959).
- Кавалер ордена Возрождения Польши (1954)[2].
- Орден «Знамя Труда» II степени (1969).
- Золотой Крест Заслуги (1952).
- Бронзовая Медаль «За заслуги в обеспечении обороноспособности страны» (1969).
- Золотая медаль на XIX Флорентийской Биеннале (1969).